# Ulvi (Avinurme)
Koordinaten: 58° 54′ N, 26° 48′ O
Ulvi (deutsch Ulwi) ist ein Dorf (estnisch küla) in der Landgemeinde Avinurme (Avinurme vald). Es liegt im Kreis Ida-Viru (Ost-Wierland).

## Beschreibung und Geschichte
Ulvi liegt 30 Kilometer nordöstlich der Stadt Jõgeva (Laisholm). Das Dorf hat 216 Einwohner (Stand 2010).
Das Dorf wurde erstmals 1638 unter dem Namen Wulffy urkundlich erwähnt. Es gehörte damals zum Schloss Lais. Seit 1775 existiert in dem Ort eine Schule.